# محیط زیست اندونزی

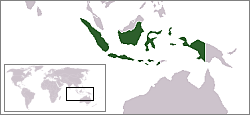
اندونزی کشوری بین قاره‌ای در جنوب شرقی آسیا و اقیانوسیه است.

محیط زیست اندونزی شامل ۱۷۵۰۸ جزیره است که در دو طرف خط استوا پراکنده شده‌اند. وسعت، آب و هوای گرمسیری و جغرافیای مجمع‌الجزایری اندونزی، این کشور را پس از برزیل، دومین کشور با بالاترین سطح تنوع زیستی در جهان کرده است.

## مسائل
جمعیت زیاد و رو به رشد اندونزی و صنعتی شدن سریع آن، مسائل زیست‌محیطی جدی‌ای را به وجود آورده است که اغلب به دلیل سطح بالای فقر و حکومت ضعیف و کم‌بودجه، اولویت کمتری به آنها داده می‌شود. مسائل شامل جنگل‌زدایی در مقیاس بزرگ (که بخش عمده‌ای از آن غیرقانونی است) و آتش‌سوزی‌های مرتبط با آن که باعث ایجاد مه دود غلیظ بر فراز بخش‌هایی از غرب اندونزی، مالزی و سنگاپور می‌شود؛ بهره‌برداری بیش از حد از منابع دریایی؛ و مشکلات زیست‌محیطی مرتبط با شهرنشینی سریع و توسعه اقتصادی، از جمله آلودگی هوا، تراکم ترافیک، مدیریت زباله و خدمات قابل اعتماد آب و فاضلاب می‌شود. جنگل‌زدایی و تخریب زمین‌های باتلاقی، اندونزی را به سومین تولیدکننده بزرگ گازهای گلخانه‌ای در جهان تبدیل کرده است. تخریب زیستگاه، بقای گونه‌های بومی و بومی، از جمله ۱۴۰ گونه پستاندار که توسط اتحادیه جهانی حفاظت از محیط زیست (IUCN) به عنوان گونه‌های در معرض خطر شناسایی شده‌اند و ۱۵ گونه که به شدت در معرض خطر انقراض هستند، از جمله اورانگوتان سوماترایی، را تهدید می‌کند.
اندونزی در شاخص عملکرد زیست‌محیطی جهانی (EPI) با رتبه کلی ۱۰۷ از ۱۸۰ کشور در سال ۲۰۱۶، عملکردی پایین‌تر از حد متوسط اما اندکی رو به بهبود داشته است. این میزان در منطقه آسیا و اقیانوسیه نیز پایین‌تر از میانگین است، یعنی پایین‌تر از تایلند اما کمی بالاتر از چین. شاخص عملکرد پایدار (EPI) در سال ۲۰۰۱ توسط مجمع جهانی اقتصاد به عنوان یک معیار جهانی برای سنجش عملکرد کشورهای مختلف در اجرای اهداف توسعه پایدار سازمان ملل متحد تأسیس شد. حوزه‌های زیست‌محیطی که اندونزی در آنها بدترین عملکرد (یعنی بالاترین رتبه) را دارد، مدیریت منابع آب (۱۲۸)، اثرات زیست‌محیطی شیلات (۱۲۷) و مدیریت جنگل (۱۰۹) هستند و پس از آن، بهداشت قرار دارد. انتظار می‌رود طرح‌های تصفیه فاضلاب در آینده شرایط را کمی بهبود بخشند. اندونزی در حوزه آب و هوا و انرژی (۴۱) بهترین عملکرد (یعنی پایین‌ترین رتبه) را دارد، که بیشتر به دلیل دسترسی عالی به برق و کمتر به دلیل میزان انتشار گاز گلخانه‌ای از تولید برق است. تأثیرات مسائل زیست‌محیطی بر سلامت (۷۸) و تنوع زیستی و زیستگاه (۸۳) نیز بالاتر از حد متوسط قرار دارند.

### تغییرات اقلیمی
اندونزی در معرض خطر جدی ناشی از اثرات پیش‌بینی‌شده تغییرات اقلیمی است. اگر انتشار گازهای گلخانه‌ای کاهش نیابد، پیش‌بینی می‌شود که تا اواسط قرن، میانگین افزایش دما حدود ۱ درجه سانتیگراد باشد، ۰٫۳ درجه سانتیگراد در هر دهه. این تقریباً دو برابر تعداد روزهای بسیار گرم (با دمای بالاتر از ۳۵ درجه سلسیوس (۹۵ درجه فارنهایت) است) در سال تا سال ۲۰۳۰، رقمی که پیش‌بینی می‌شود تا پایان قرن به تقریباً یک روز در هر سه روز افزایش یابد. افزایش دما خطر افزایش فراوانی و شدت خشکسالی و کمبود مواد غذایی را به همراه دارد، زیرا تأثیر جدی بر میزان بارندگی و الگوهای فصول مرطوب و خشک که سیستم کشاورزی اندونزی بر اساس آن بنا شده است، خواهد داشت (و در حال حاضر نیز داشته است). همچنین باعث افزایش بیماری‌هایی مانند تب دنگی و مالاریا و افزایش آتش‌سوزی‌های جنگلی می‌شود که مناطق وسیعی از جنگل‌های بارانی کشور را تهدید می‌کند.
تغییرات اقلیمی تأثیر جدی‌تری به شکل افزایش سطح دریاها داشته و خواهد داشت. از آنجایی که اندونزی بزرگ‌ترین مجمع‌الجزایر جهان است، با نرخ فعلی، افزایش سطح دریا منجر به این خواهد شد که ۴۲ میلیون خانوار اندونزیایی در بیش از ۲۰۰۰ جزیره تا اواسط قرن حاضر در معرض خطر غرق شدن قرار گیرند. بیش از ۶۰ درصد از جمعیت اندونزی در مناطق ساحلی پست، از جمله جاکارتا، زندگی می‌کنند که به‌طور ویژه در معرض خطر است، زیرا ۴۰ درصد از این شهر پایین‌تر از سطح دریا قرار دارد و به سرعت در حال فرونشست است و تعداد زیادی از مردم را در معرض خطر آوارگی قرار می‌دهد.
احتمالاً همه اینها بیشترین تأثیر را بر جوامع فقیرتر خواهد گذاشت. بیش از ۵۰ درصد از جمعیت اندونزی با درآمدی کمتر از ۲ دلار در روز زندگی می‌کنند و فقرا بیشترین آسیب را از اثرات فاجعه‌بار تغییرات اقلیمی، از جمله مرگ، بیماری و آوارگی، متحمل خواهند شد، «زیرا آنها معمولاً آسیب‌پذیرترین افراد در برابر اثرات خشکسالی، سیل و رانش زمین هستند و معیشت خود را به بخش‌های حساس به آب و هوا (مانند شیلات و جنگلداری) وابسته می‌دانند»

## سیاست و قانون محیط زیست

### معاهدات و توافق‌نامه‌های بین‌المللی
اندونزی امضاکننده تعدادی از معاهدات و توافقنامه‌های بین‌المللی است:
- عضو - تنوع زیستی، تغییرات اقلیمی، بیابان‌زایی، گونه‌های در معرض خطر، زباله‌های خطرناک، قانون دریاها، ممنوعیت آزمایش‌های هسته‌ای، حفاظت از لایه اوزون، آلودگی کشتی‌ها، الوارهای گرمسیری ۸۳، الوارهای گرمسیری ۹۴، تالاب‌ها
- امضا و تصویب - پروتکل تغییرات اقلیمی-کیوتو
- امضا شد، اما تصویب نشد - حفاظت از حیات دریایی